# Eria karicouyensis
 (mars 2025).
Espèce
Classification phylogénétique
Eria karicouyensis est une espèce de plantes à fleurs de la familles des orchidées endémique que l'on trouve en Nouvelle-Calédonie.

## Description
Cette espèce est une épiphyte corticole et en moindre mesure saxicole, c'est-à-dire qu'elle croît sur les écorces et parfois sur les pierres. Les fleurs sont rouges, jaunes, ou jaune orangé.

## Répartition
Cette espèce ne se trouve qu'en Nouvelle-Calédonie. Elle est protégée en Province Nord et en Province Sud.

## Philatélie
Elle figure sur un timbre de l'OPT de 2013 dessiné par J.R. Lisiak.